# Phyllomys pattoni
Phyllomys pattoni é uma espécie de roedor da família Echimyidae.
É endêmica do Brasil, onde é conhecida dos estados da Paraíba, ao sul , até São Paulo.